# Le Gault-Soigny
Le Gault-Soigny é uma comuna francesa na região administrativa do Grande Leste, no departamento de Marne. Estende-se por uma área de 26.09 km², e possui 521 habitantes, segundo o censo de 2018, com uma densidade de 20 hab/km².